# Pholcus clavatus
Pholcus clavatus är en spindelart som beskrevs av Schenkel 1936. Pholcus clavatus ingår i släktet Pholcus och familjen dallerspindlar. Inga underarter finns listade i Catalogue of Life.